# Isabella Camil
Isabella Camil  (Mexikóváros, Mexikó, 1969. február 6. –) mexikói színésznő.

## Élete és pályafutása
1970. február 6-án született Mexikóvárosban. Féltestvére Jaime Camil, színész. 
2010-ben Paloma szerepét játszotta a Teresa című telenovellában. 2012-ben megkapta Ingrid Navarro szerepét a Bűnös vágyak című sorozatban.
2009-ben hozzáment Sergio Mayer színészhez.

## Filmográfia
- 2016: Mujeres de negro - Miriam
- 2015: Szeretned kell! (Pasión y poder) - Caridad Herrera Fuentes
- 2013: Szerelem zálogba (Lo que la vida me robó) - Amelia Betrand de Arechiga / Amelia Betrand de Medina
- 2013: Gossip Girl Acapulco - Liliana "Lili" López-Haro
- 2012: Bűnös vágyak (Abismo de pasión) - Ingrid Navarro Vda. de Jasso
- 2010: Teresa - Paloma Dueñas
- 2010: Mujeres asesinas 3, Epizód "Anette y Ana, nobles" - Condesa Ana Gallardo Vda. de Van Diryk
- 2008: El pantera - Virginia
- 2006: Lety, a csúnya lány (La fea más bella) - Issabela Del Conde
- 2005: La ley del silencio - Julia
- 2002: Lo que es el amor - Gloria Ocampo
- 2000: Sofía - Sofía
- 1997: Coyote - Isabel Piqueras
- 1996: El centinela - Maya Carasco
- 1996: Walker, Texas Ranger - Juanita Ortiz